# Giacomo Aimoni
Giacomo Aimoni (ur. 23 grudnia 1939 w Ponte di Legno) – włoski skoczek narciarski, dwukrotny olimpijczyk i wielokrotny uczestnik Turnieju Czterech Skoczni.

## Osiągnięcia

### Igrzyska olimpijskie
| Miejsce | Dzień       | Rok  | Miejscowość | Konkurs                         | Wynik     | Strata    | Skok 1 | Skok 2 | Skok 3 | Zwycięzca          |
| ------- | ----------- | ---- | ----------- | ------------------------------- | --------- | --------- | ------ | ------ | ------ | ------------------ |
| 28.     | 31 stycznia | 1964 | Innsbruck   | Skocznia normalna indywidualnie | 197,3 pkt | -32,6 pkt | 72,5 m | 72,0 m | 74,0 m | Veikko Kankkonen   |
| 13.     | 9 lutego    | 1964 | Innsbruck   | Skocznia duża indywidualnie     | 205,9 pkt | -24,8 pkt | 88,0 m | 86,0 m | 79,0 m | Toralf Engan       |
| 25.     | 11 lutego   | 1968 | Grenoble    | Skocznia normalna indywidualnie | 195,0 pkt | -21,5 pkt | 72,5 m | 71,5 m | -      | Jiří Raška         |
| 16.     | 18 lutego   | 1968 | Grenoble    | Skocznia duża indywidualnie     | 195,3 pkt | 36,0 pkt  | 93,0 m | 92,0 m | -      | Władimir Biełousow |

### Turniej Czterech Skoczni

#### Miejsca w klasyfikacji generalnej
| Edycja    | Miejsce |
| --------- | ------- |
| 1960/1961 | 39.     |
| 1961/1962 | 52.     |
| 1962/1963 | 42.     |
| 1964/1965 | ?       |
| 1965/1966 | 28.     |
| 1966/1967 | 28.     |
| 1967/1968 | ?       |
| 1968/1969 | 55.     |
| 1969/1970 | 30.     |

### Inne
- Konkurs w Le Chenit w 1967 – zwycięstwo
- Świąteczny konkurs w Sankt Moritz w 1964 i w 1966 – zwycięstwo
- Zawody w Cortinie d’Ampezzo w 1965 i w 1966 – zwycięstwo
- Zawody w Chamonix-Mont-Blanc w 1967 – zwycięstwo
- Zawody w Unterwasser w sezonie 1964/1965 – zwycięstwo
- Zawody w Le Locle w sezonie 1962/1963 – zwycięstwo